# Liste der Kulturdenkmäler in Steinebach/Sieg
In der Liste der Kulturdenkmäler in Steinebach/Sieg sind alle Kulturdenkmäler der rheinland-pfälzischen Ortsgemeinde Steinebach/Sieg aufgelistet. Grundlage ist die Denkmalliste des Landes Rheinland-Pfalz (Stand: 4. Mai 2023).

## Einzeldenkmäler
| Bezeichnung                     | Lage                        | Baujahr | Beschreibung | Bild            |
| ------------------------------- | --------------------------- | ------- | --- | --------------- |
| Bahnhof Gebhardshain-Steinebach | nordwestlich des Ortes Lage |         | Bahnhof der Stichbahn Betzdorf–Friedewald; Empfangsgebäude mit Lagerschuppen und Nebengebäude, Fachwerkbauten, teilweise verputzt und verschiefert, um 1900 | Fotos hochladen |